# Haus Lochfeld
Koordinaten: 49° 10′ 51″ N, 7° 8′ 59″ O

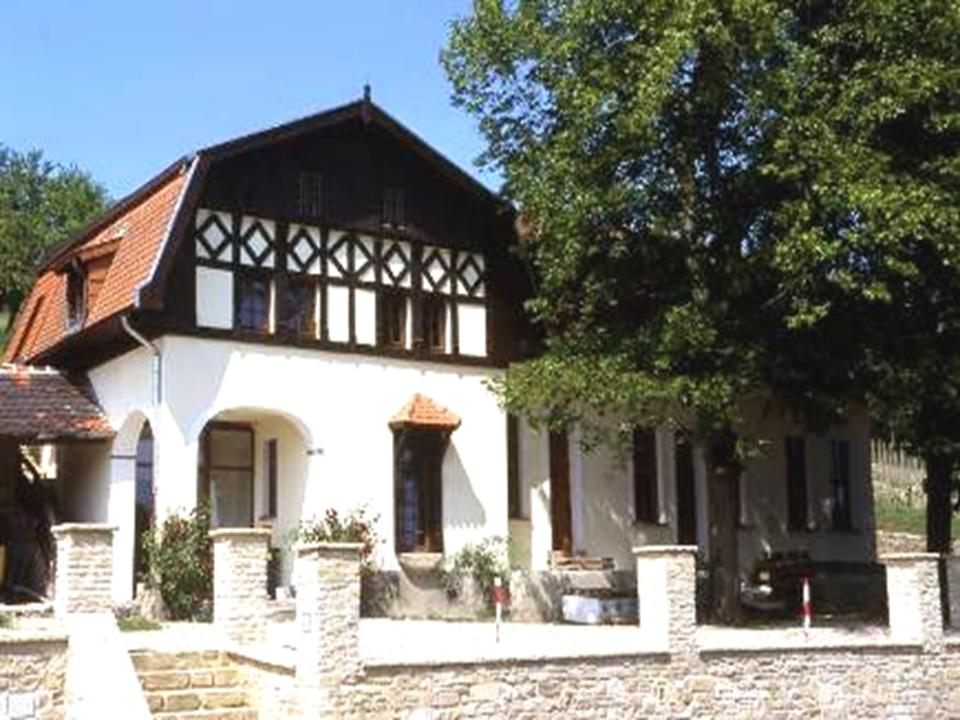
Haus Lochfeld

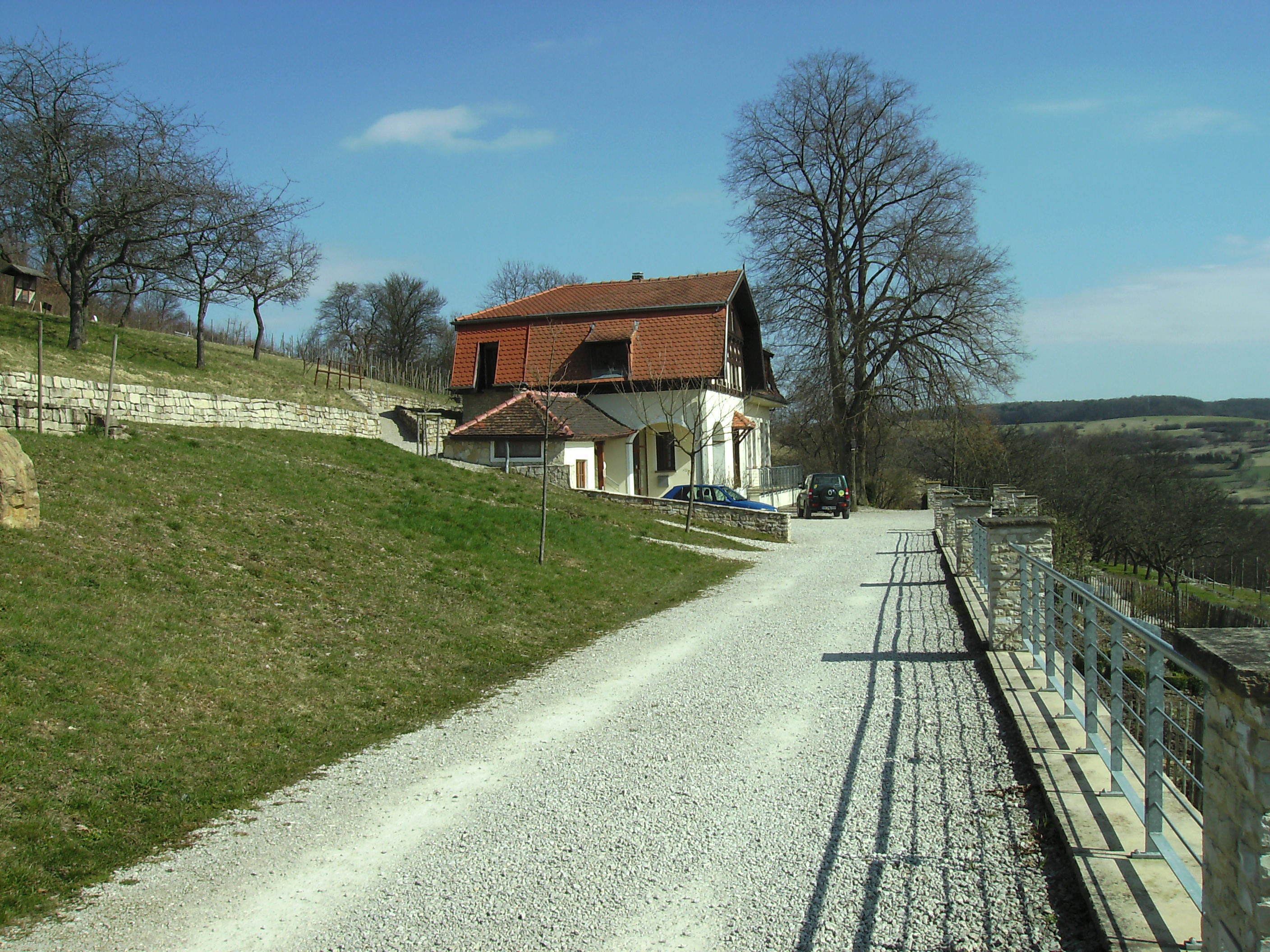
Haus Lochfeld mit Bliesgau-Landschaft

Das Haus Lochfeld ist ein Kulturlandschaftszentrum in der Gemeinde Mandelbachtal im Saarland zwischen Ormesheimer Berg im Norden und Heidenkopf im Südwesten oberhalb des Ortsteiles Wittersheim auf 320 m über NN inmitten des Biosphärenreservat Bliesgau. Ziel des  Zentrums ist der Kulturlandschaftsschutz.
Das Haus Lochfeld ist ein ehemals bäuerliches Anwesen (erbaut um 1900), das seit 1999 unter Förderung der EU Zentrum der Kulturlandschaftspflege und dem Landschaftsschutz unter nachhaltigen Gesichtspunkten („global denken, lokal handeln“) geworden ist. Initiator des Ausbaus ist der Zweckverband „Saar-Blies-Gau / Auf der Lohe“, der wiederum getragen wird von der Naturlandstiftung Saar, den Gemeinden Mandelbachtal und Gersheim und dem Saarpfalz-Kreis. Haus Lochfeld bietet seinen Besuchern Möglichkeiten, Zusammenhänge in Natur, Umwelt und Landschaft des Bliesgaus besser zu erkennen und zu verstehen. Damit soll eine verstärkte Wertschätzung einer intakten Kulturlandschaft erreicht und ein gesteigertes Verständnis für Maßnahmen zu deren Schutz gefördert werden.
Neben Büros für die Mitarbeiter bietet das Haus auch eine kleine Ausstellung und einen Seminarraum für bis zu 50 Teilnehmer.
Energetisch ist Haus Lochfeld weitgehend autark: Seit 2001 sichert die Strom- und Wärmeversorgung des Kulturlandschaftszentrums ein Pflanzenölmotor mit einer elektrischen Leistung von 10 kW und einer thermischen Leistung von ca. 16 kW. Außerdem wird das Gebäude über eine Photovoltaikanlage, eine Solarkollektoranlage und eine Rapsöl-Heizkesselanlage versorgt. Das Pflanzenöl-Blockheizkraftwerk, ein auf kaltgepresstes Rapsöl optimierter Dieselmotor, wird entsprechend dem Bedarf an elektrischer Energie von einer übergeordneten Regelung/Steuerung an- und abgefahren. Die erzeugte elektrische Energie wird in einen Batteriespeicher geladen, der bei einer erneuten Leistungsanforderung zunächst mit Priorität entladen wird. Die auskoppelbare Wärmeleistung des Blockheizkraftwerkes wird in die Verbraucherkreise eingespeist bzw. bei Überschuss in den Wärmespeicher geladen. Die Wasserversorgung und Entsorgung erfolgt über einen eigenen Brunnen, eine Regenwasserzisterne sowie eine eigene Kläranlage.
Das Zentrum bietet folgende Modellanlagen
- ökologischer Weinberg (Sorten Auxerrois und Blauer Portugieser)
- Streuobstwiese
- Kräutergarten
- Bauerngarten
- Bienenhaus
- Rosengarten
- Beerengarten
- Obstsortengarten

Daneben werden Wildsträucher und Wildrosenhecken präsentiert. Eine Besonderheit bilden alte Maulbeerbäume, die bereits in der Römerzeit im Bliesgau angepflanzt wurden, wie auch der wohl älteste Mispelbaum (saarländisch: „Hundsärsch“) des Saarlandes.
Im Haus selbst wird, neben Sonderausstellungen, die Geschichte der Kulturlandschaft sowie dem Natur- und Kulturlandschaftsschutz präsentiert.